# Pontevedra (Capiz)
Pontevedra è una municipalità di terza classe delle Filippine, situata nella Provincia di Capiz, nella Regione del Visayas Occidentale.
Pontevedra è formata da 26 baranggay:
- Agbanog
- Agdalipe
- Ameligan
- Bailan
- Banate
- Bantigue
- Binuntucan
- Cabugao
- Gabuc (Caugiat)
- Guba
- Hipona
- Ilawod (Pob.)
- Ilaya (Pob.)

- Intungcan
- Jolongajog
- Lantangan
- Linampongan
- Malag-it
- Manapao
- Rizal
- San Pedro
- Solo
- Sublangon
- Tabuc
- Tacas
- Yatingan